# Monts Jura
Pour les articles homonymes, voir Monts Jura (homonymie).
Ne doit pas être confondu avec Massif du Jura.
Les monts Jura sont une chaîne montagneuse appartenant au massif du Jura, entre la France et la Suisse. Elle abrite la plupart des plus hauts sommets du massif, dont son point culminant le crêt de la Neige. Cette chaîne domine le pays de Gex, l'agglomération genevoise, ainsi que le bassin lémanique.
Il est possible d'y pratiquer les sports d'hiver à la station du même nom et la randonnée. Ils sont protégés par un parc naturel régional et une réserve naturelle.

## Géographie

### Situation
La chaîne est délimitée au nord par le col de la Givrine dans le canton de Vaud, en Suisse, et au sud par la cluse formée par le Rhône entre le Grand Crêt d'Eau et le Vuache dans le département de l'Ain, en France. Les monts Jura sont situés à la bordure interne orientale du massif du Jura entre la vallée de la Valserine à l'ouest et le bassin lémanique à l'est.

### Sommets
La majorité des plus hauts sommets du massif du Jura sont situés dans l'anticlinal des monts Jura, dont le point culminant du massif.
- Crêt de la Neige (1 720 m)
- Le Reculet (1 718 m)
- Grand Crêt (1 702 m)
- Colomby de Gex (1 688 m)
- La Dôle (1 677 m)
- Montoisey (1 669 m)
- Crêt de la Goutte (1 621 m)
- Mont Rond (1 596 m)
- La Barillette (1 528 m)

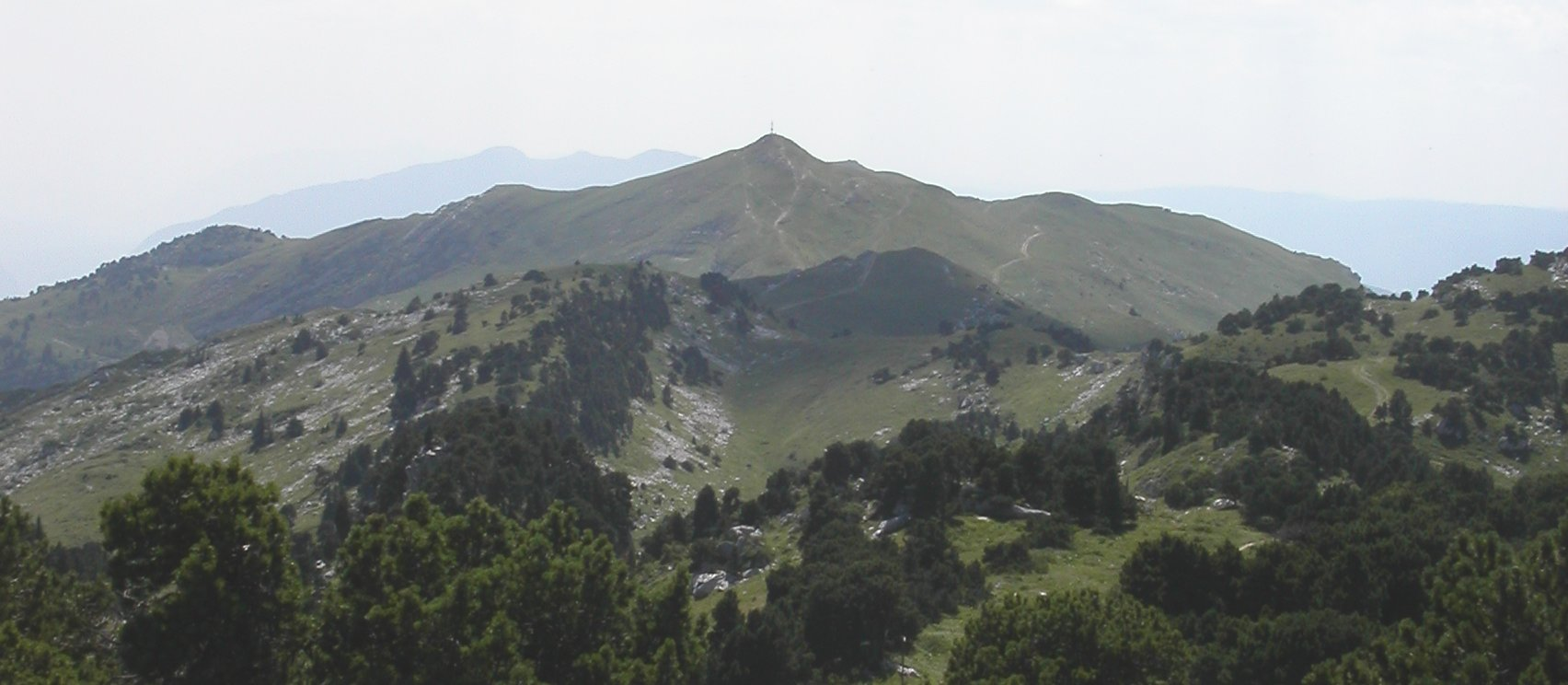
Sommet du Reculet
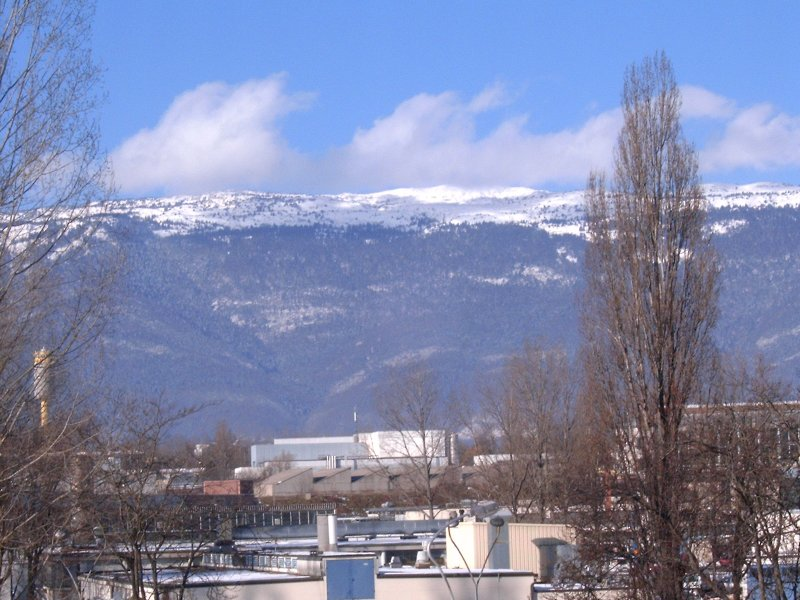
Vue sur les monts Jura depuis le CERN.
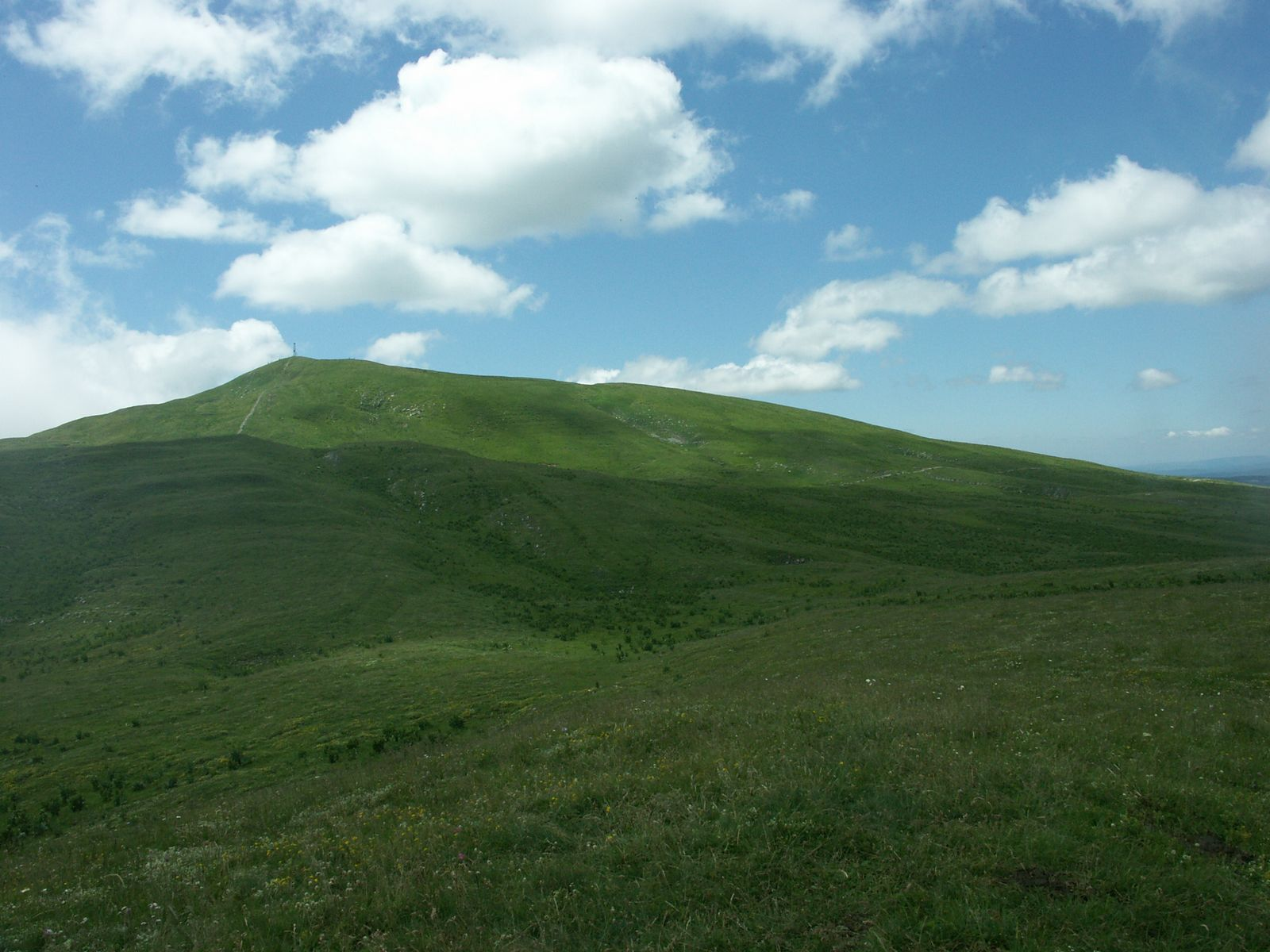
Vue sur le Colomby de Gex.
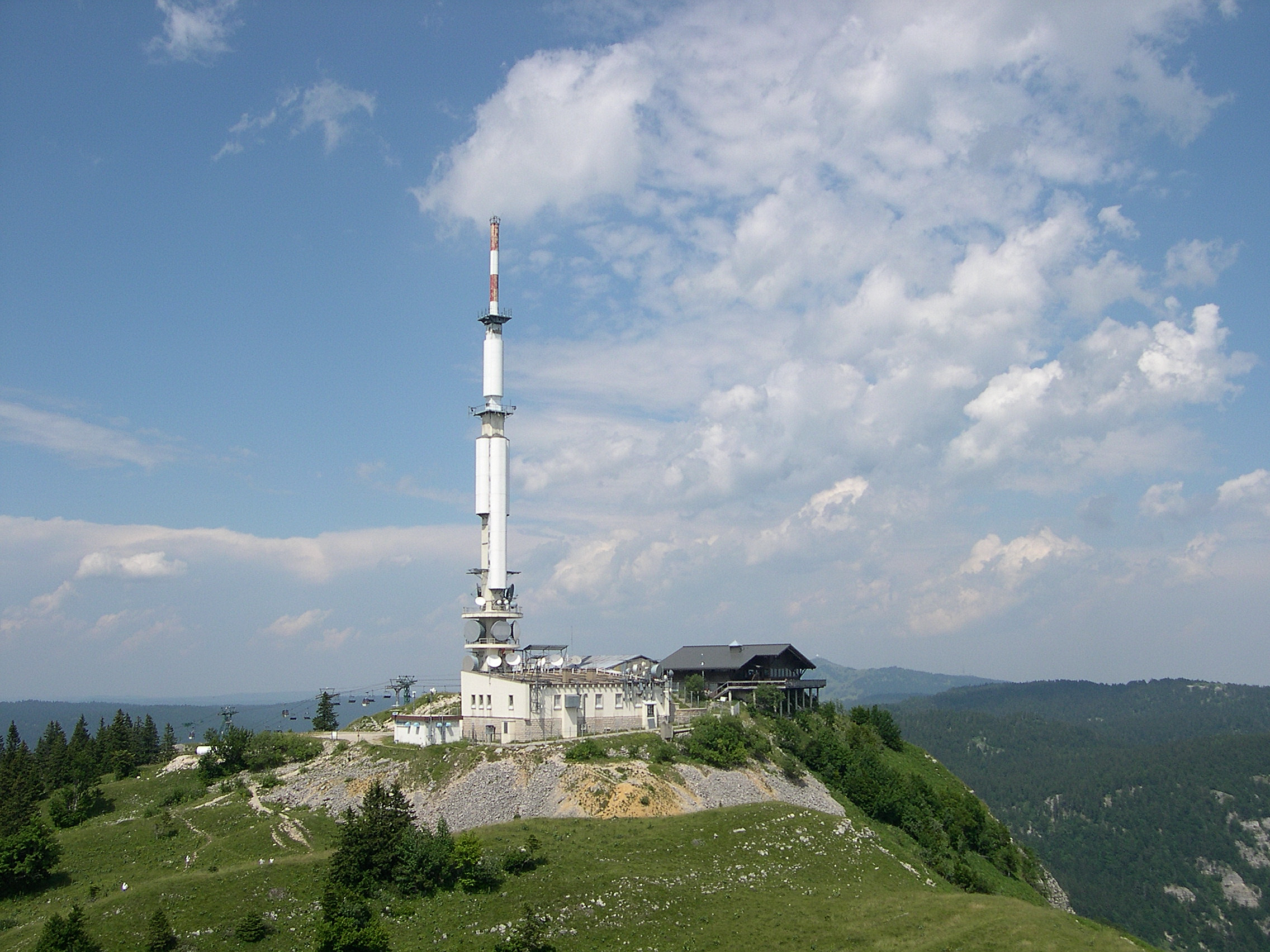
Émetteur du mont Rond.

### Voies de communication
La RD 1005 (ex-RN 5) traverse la chaîne par le col de la Faucille à une altitude de 1 320 m.

## Activités

### Sports d'hiver
La station de ski Monts Jura existe sur la chaîne depuis 1999, lors de la fusion de trois sites regroupés autour des villages de Mijoux, de Lélex et de Chézery-Forens. On y pratique le ski de fond, le ski alpin, la raquette à neige, la randonnée pédestre ainsi que la luge sur rail.

### Randonnée
Il est possible de faire de la randonnée le long de la ligne de crête par le GR 9. Divers chemins passent par les forêts des flancs de la chaîne. Elle se traverse par le col du Sac (1 354 m), situé au nord du Grand Crêt d'Eau, le col de Crozet (1 485 m) sous le Montoisey, par le Colomby de Gex.

### Protection environnementale
La réserve naturelle nationale de la Haute Chaîne du Jura est une réserve nationale française fondée en 1993. Elle s'étend sur une bonne partie de la partie française de la chaîne.
En France, les monts Jura sont également situés dans le parc naturel régional du Haut-Jura.